# Josep Gurguí i Pujol
Josep Gurguí i Pujol (Badalona, 1872 - Barcelona, 2 d'abril del 1960) fou un importador, exhibidor i distribuïdor català de cinema.
Començà treballant a les oficines de l'empresa Anís del Mono de Badalona, propietat del seu padrí, Vicent Bosch. Després d'un viatge a París per conèixer el cinematògraf dels germans Lumière, decidí dedicar-se al món del cinema i ho feu com a exhibidor i distribuïdor de pel·lícules. L'any 1905, a Badalona, associat amb Joaquim Nicolau i Teresa Pujol, llogaren el teatre Zorrilla i el convertiren en cinema. S'hi projectà  El honor del padre, de Pathé Frères, i títols de la Gaumont i de Méliès. Després llogà altres locals per fer-hi sales d'exhibició a Sants, Mataró, Manresa i Sallent.
El 1900 s'introduí en la distribució i obrí unes oficines per mitjà de les quals importà de tot Europa. Obrí sucursals a Marsella, Madrid i a Bilbao, i disposà d'agents a tot l'estat i a París.
A poc a poc anà deixant aquesta tasca per dedicar-se a l'exhibició amb sales a Reus, Vic, Tarragona, València, Barcelona i Marsella.
Per altra banda, afavorí la difusió de produccions catalanes com ara Magda (1913, Albert Marro i Ricard de Baños) o Don Juan Tenorio (1921, Ricard de Baños).
Abans que el 1930 arribés a Espanya el cinema sonor, Gurguí ja havia introduït efectes sonors en les projeccions. La primera pel·lícula en què es feu va ser El honor del padre, exhibida al cinema Zorrilla; els espectadors hi podien sentir el so de trets, un efecte sonor que es produïa darrera la pantalla.

## Fons Josep Gurguí
El fons Josep Gurguí fou cedit a la Filmoteca de Catalunya per la seva neta Maria José Oliva Gurgui, i el seu besnet, Josep Maria Capella Oliva, el 12 de març de 2010.
Es tracta d'un fons documental que recull la trajectòria professional de Josep M. Gurguí com a distribuïdor de cinema. Alguns documents, tenen un alt valor històric, com ara els que estan relacionats amb la confiscació del cinema durant la Guerra Civil. En una carta del Sindicat d'Espectacles de Mataró del 5 de febrer de 1937, li proposen que lliuri voluntàriament el cinema Clavé per a ús de la Revolució.